# Azuragrion nigridorsum
Azuragrion nigridorsum är en trollsländeart som först beskrevs av Selys 1876.  Azuragrion nigridorsum ingår i släktet Azuragrion och familjen dammflicksländor. IUCN kategoriserar arten globalt som livskraftig. Inga underarter finns listade i Catalogue of Life.

## Bildgalleri

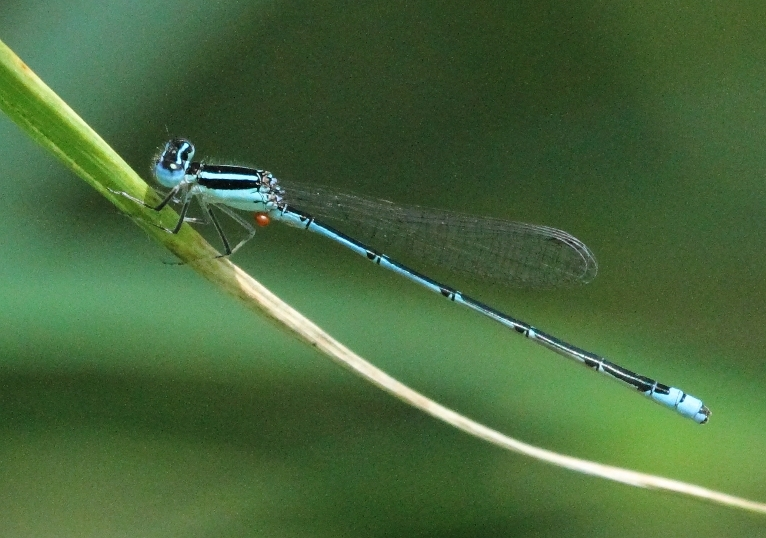